# Iuri Kholópov
Iuri Kholópov   (Riazan, 14 d'agost de 1932 - Moscou, 24 d'abril de 2003), nom complet amb patronímic Iuri Nikolàievitx Kholópov, rus: Юрий Николаевич Холо́пов fou un musicòleg i pedagog rus.

## Biografia
Després de graduar-se a la Facultat de Música Regional de Riazan, va estudiar al Conservatori de Moscou del 1949 al 1954 amb Ígor Spossobin, i després amb Semion Bogatírev, completant el màster el 1960. El 1963 es va convertir en membre de la Unió de Compositors de la URSS.
Va presentar la seva tesi de doctorat, el 1975, amb una monografia Aspectes contemporanis de l'harmonia en la música de Prokofiev, impresa abans el 1967, i la tesi doctoral el 1977, amb la monografia Assaigs en harmonia contemporània, impresa el 1974. La seva important investigació sobre la vida i la música d'Anton Webern va ser impresa en dos volums el 1973 i el 1975 (en col·laboració amb la seva germana, Valentina Kholópova).
Va ensenyar al Conservatori Txaikovski de Moscou des de 1960, on va ser professor el 1983. El seu ensenyament va tenir una gran influència per a diverses generacions de músics. Ha escrit més de 1000 obres (800 de les quals han estat publicades), pràcticament sobre tots els aspectes de la teoria musical. Especialment importants van ser els seus llibres de text d'harmonia (tant estudis teòrics com pràctics) que ara s'han reconegut comunament a Rússia com a estàndard d'ensenyament musical avançat.

Les opinions polítiques de Kholopov i els seus principis ètics i estètics es formulen en un article programàtic sobre E. Denisov:
| « | <"Denisov també es va convertir en el testimoni d'una època realment terrible: l'accident de Rússia als anys 90. En estar lluny d'una política, no va poder veure, per descomptat, tot el que realment va passar a la seva pàtria [...]. amb tota seguretat, mantindria la seva posició ideològica i artística i resistiria a les tendències "democràtiques" de desintegració, amoralisme, falta d'escrúpols i un culte al benefici. És possible fer una analogia entre la posició de Denisov i la d'Olivier Messiaen, quan va ser empresonat en un camp de concentració. […] Els principis ètics i estètics de la personalitat de Denisov concordaven molt bé amb la seva vida, la forta salut física i mental d'aquell siberià, amb el seu somriure amable, afabilitat constant i manera correcta, amb alegria humana normal. Imagineu-ho: un home de 65 anys, el compositor mundialment famós al seu apartament de Moscou amb una dona jove i dues nenes divertides, les seves filles: aquest és un paradigma psicològic de Denisovmúsica que era vitalment normal, sincerament sana, bella, refinada, brillant, interior estable" (Ju. N. Kholopov. Edison Denisov i muzika kontsa veka [Edison Denisov i música de finals de segle]. A: Svet. Dobro. Vechnost '. Pamyati Edisona Denisova. Stat'i. Vospominaniya. Dokumenti [Light. Kindness. Eternity. Edison Denisov in memoriam. Articles. Recollections. Materials], ed. By V.Tsenova. Moscow, 1999, pp. 6-7."> | » |

## Articles seleccionats
- La recerca de Philip Gershkovich de l'essència perduda de la música; també: Llista dels estudis de recerca musicològica de Philip Gershkovich; Llista de composicions musicals de Philip Gershkovich; Alguns dels aforismes de Philip Gershkovich. A: «Ex oriente ... III» Vuit compositors de l'antiga URSS Philip Gershkovich, Boris Tishchenko, Leonid Grabovsky, Alexander Knaifel, Vladislav Shoot, Alexander Vustin, Alexander Raskatov, Sergei Pavlenko. Editat per Valeria Tsenova. Només edició en anglès. (studia slavica musicologica, Bd. 31) Verlag Ernst Kuhn - Berlín ISBN 3-928864-92-0
- Russos a Anglaterra: Dmitri Smirnov i Elena Firsova. Article, a: Música de l'antiga URSS. Número 2. Moscou: Compositor, 1996, pàgines 255-303 (en rus); també a «Ex oriente ... I» Deu compositors de l'antiga URSS. Viktor Suslin, Dmitri Smirnov, Arvo Pärt, Yury Kasparov, Galina Ustvolskaya, Nikolai Sidelnikov, Elena Firsova Vladimir Martynov, Andrei Eshpai, Boris Chaikovsky. Editat per Valeria Tsenova (studia slavica musicologica, Bd. 25), Verlag Ernst Kuhn - Berlín. ISBN 3-928864-84-X pàg. 207–266 (en anglès)

## Crítica
Un intent de Kholopov de construir una doctrina del procés històric musical va resultar infructuós. S'ha afirmat que és tautològic, fantàstic i fins i tot quimèric. Un intent de mitigar aquestes rígides avaluacions del concepte es va acabar reconeixent com a mític aquest valent i infructuós atac del problema per Yuri Nikolayevich.
La propensió de Kholopov a la creació de mites pot assegurar-se que tots els que llegeixin la fantàstica quimera « espectre arc de Sant Martí d'intervals » a la definició de Kholopov de la sèrie harmònica natural.